# Hellenbergtunnel
De Hellenbergtunnel is een 552 m lange spoortunnel op de hogesnelheidslijn Köln - Rhein/Main in de Duitse deelstaat Hessen.
Hij werd gebouwd in 1997-1998 en effectief in gebruik genomen in 2002. Het was het eerst gebouwde kunstwerk op deze lijn en werd uitgevoerd door de tijdelijke vereniging ATAC.
Hij bestaat uit één betonnen koker met twee sporen die in normale dienst tegen 300 km/u kunnen bereden worden. De bedding helt naar het zuiden af en vormt in die richting een linkse bocht.
Hij ontleent zijn naam aan de Hellenberg die hij op maximaal 25 meter diepte doorsnijdt. Tijdens de werken werd hij meestal Sybille-tunnel genoemd, omdat actrice Sybille Nicolai het meterschap over de tunnel had aanvaard.

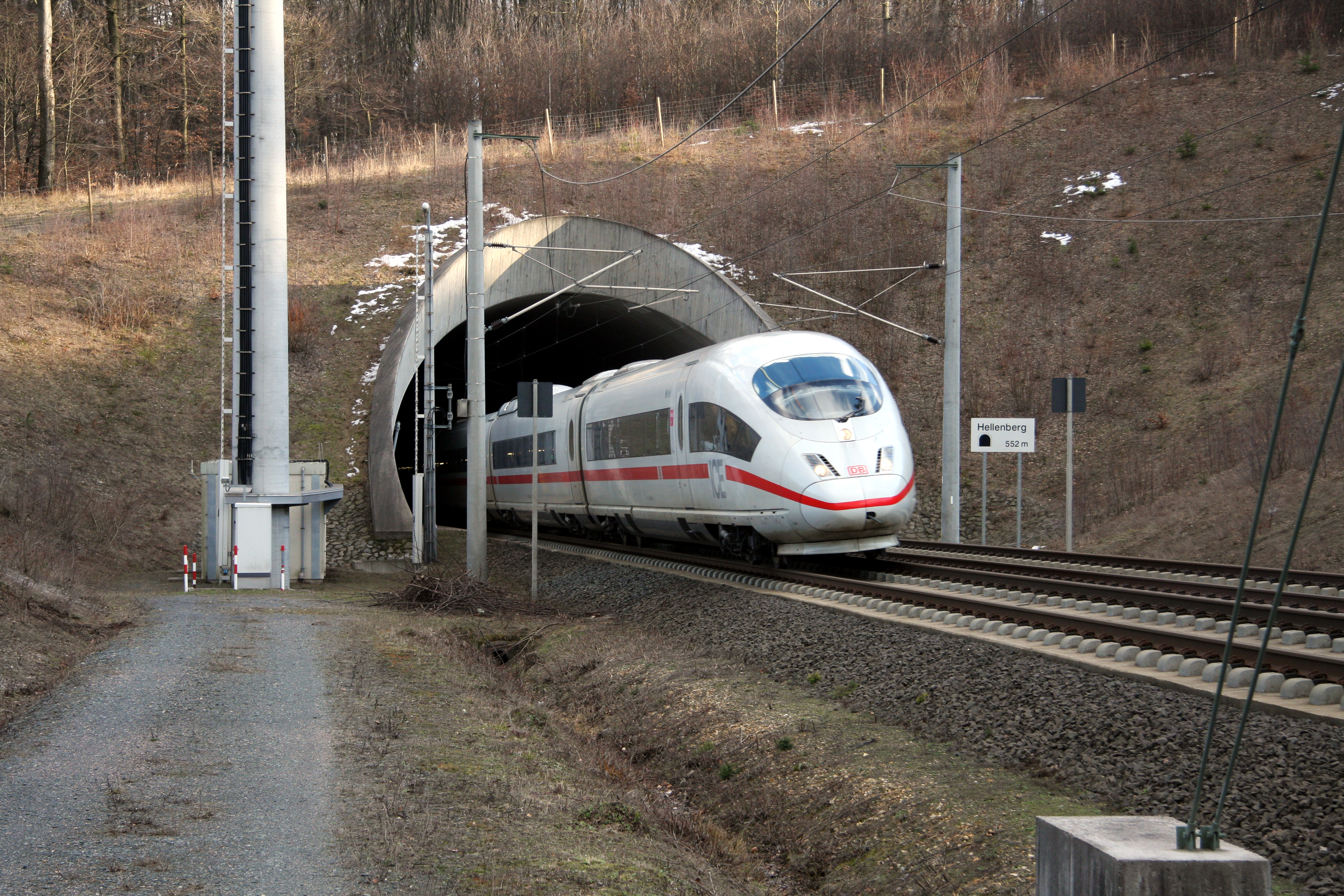
Noordzijde Hellenbergtunnel